# دن اوور
دن اوور (به هلندی: Den Oever) یک منطقهٔ مسکونی در هلند است که در هولاندس کرون واقع شده‌است.